# Barbara (album)
Barbara is het vierde studioalbum van de Amerikaanse indierockband We Are Scientists. Het werd op 14 juni 2010 voor het eerst uitgegeven door PIAS. Het album werd geproduceerd door Ariel Rechtshaid. Barbara is het eerste album van We Are Scientists met Andy Burrows als drummer. Burrows speelde voorheen bij de Britse rockband Razorlight.
Het nummer "Rules Don't Stop" verscheen op 5 april 2010 als eerste single van het album. Op 7 juni 2010 werd de tweede single uitgebracht, "Nice Guys". Het nummer "I Don't Bite" zal op 11 oktober 2010 worden uitgegeven.

## Nummers
Alle teksten zijn geschreven door Keith Murray, alle muziek is geschreven door We Are Scientists.
| Nr. | Titel            | Duur |
| --- | ---------------- | ---- |
| 1.  | Rules Don't Stop | 2:18 |
| 2.  | I Don't Bite     | 2:48 |
| 3.  | Nice Guys        | 2:56 |
| 4.  | Jack & Ginger    | 3:23 |
| 5.  | Pittsburgh       | 4:27 |
| 6.  | Ambition         | 3:15 |
| 7.  | Break It Up      | 2:57 |
| 8.  | Foreign Kicks    | 4:00 |
| 9.  | You Should Learn | 3:04 |
| 10. | Central AC       | 2:42 |

## Bezetting
Aan het album werkten de volgende artiesten mee:
- Andy Burrows - drums
- Chris Cain - basgitaar, zang
- Keith Murray - gitaar, zang
- Garrett Ray - percussie
- Ariel Rechtshaid - synthesizer, gitaar